# Třída Bandiera
Třída Bandiera byla třída středních ponorek italského královského námořnictva. Celkem byly postaveny čtyři jednotky této třídy. Ve službě v italském námořnictvu byly v letech 1930–1948. Účastnily se bojů druhé světové války. Jedna byla ve válce ztracena.

## Stavba
Celkem byly postaveny čtyři ponorky této třídy. Po dvou postavily italské loděnice Cantiere Navale Triestino (CNT) v Monfalcone a OTO v Muggiano. Do služby byly přijaty roku 1930.
Jednotky třídy Bandiera:
| Jméno              | Loděnice | Založení kýlu | Spuštěna          | Vstup do služby | Poznámky                                                     |
| ------------------ | -------- | ------------- | ----------------- | --------------- | ------------------------------------------------------------ |
| Fratelli Bandiera  | CNT      | 1928          | 7. srpna 1929     | září 1930       | Vyřazena 1948.                                               |
| Luciano Manara     | CNT      | 1928          | 5. října 1929     | červen 1930     | Vyřazena 1948.                                               |
| Ciro Menotti       | OTO      | 1928          | 29. prosince 1929 | srpen 1930      | Vyřazena 1948.                                               |
| Santorre Santarosa | OTO      | 1928          | 22. října 1929    | červenec 1930   | Dne 20. ledna 1943 poblíž Tobruku potopena vlastní posádkou. |

## Konstrukce
Nesly čtyři příďové a čtyři záďové 533mm torpédomety se zásobou 12 torpéd. Dále nesly jeden 102mm kanón a dva 13,2mm kulomety. Pohonný systém tvořily dva diesely Fiat o výkonu 3000 bhp a dva elektromotory Savigliano o výkonu 1300 bhp, pohánějící dva lodní šrouby. Nejvyšší rychlost dosahovala 15 uzlů na hladině a 8 uzlů pod hladinou. Dosah byl 4750 námořních mil při rychlosti 8,5 uzlu na hladině a 60 námořních mil při rychlosti 4 uzly pod hladinou. Operační hloubka ponoru dosahovala 90 metrů.

### Modifikace
Kvůli nedostatečné stabilitě byly na boky dodatečně přidány výdutě, což vedlo k poklesu rychlosti. Rovněž záď byla upravena, aby měla vyšší volný bok. Roku 1942 byla původní věž nahrazena menší a původní 102mm kanón nahradil modernější 100mm kanón.

## Služba
Třída se účastnila bojů druhé světové války. Od roku 1941 sloužila zejména pro zásobování severní Afriky. Roku 1942 byly ponorky Bandiera, Manara a Menotti převedeny k výcviku. Pouze Santarosa pokračovala v zásobovacích plavbách, až 19. ledna 1943 ztroskotala poblíž Tobruku. Druhý den ji poškodil britský torpédový člun a poté potopila vlastní posádky. Ostatní ponorky byly po válce vyřazeny.